# Pandemia de COVID-19 en Amazonas (Perú)
La pandemia de COVID-19 en Amazonas, originada por el virus SARS-CoV-2, tuvo sus primeros casos documentados el 8 de abril de 2020. El brote se extendió a todo el departamento hacia el 7 de mayo, cuando la provincia de Luya fue la última en declarar tener presencia de infectados.
Hasta el 20 de julio de 2023, se registraron 51 397 casos y un saldo de 1409 personas fallecidas.

## Análisis de la situación
De acuerdo con el informe más temprano ofrecido por la Dirección Regional de Salud (DIRESA) Amazonas (9 de agosto de 2020), la infraestructura sanitaria del departamento del Amazonas para afrontar un posible brote epidémico o pandemia por COVID-19, estaba conformada por:
| Recursos humanos (Laborando exclusivamente en el sector de COVID-19) - 62 biólogos (29) - 89 cirujano dentistas (9) - 603 enfermeros (as) (208) - 250 médico cirujanos (113) - 371 obstetras (87) - 65 psicólogos (10) - 1355 técnicos en enfermería (290) Total - 2795 trabajadores (746) | Recursos en la oferta hospitalaria - 84 camas dirigidas a la hospitalización de casos confirmados de COVID-19 - 32 camas requeridas a la hospitalización de casos confirmados de COVID-19 - 3 camas dirigidas al internamiento de pacientes con COVID-19 en la UCI - 9 camas requeridas al internamiento de pacientes con COVID-19 en la UCI - 3 ventiladores mecánicos (Todos propiedad de la DIRESA Amazonas) - 2 camas en la sala de observación diferenciada para casos sospechosos de COVID-19 en espera de resultado Total - 87 camas para casos severos (Hospitalización y UCI) y 41 camas requeridas |

## Cronología

### 2020: Brote inicial, crecimiento exponencial y primera ola
Casos sospechosos
Primeros casos

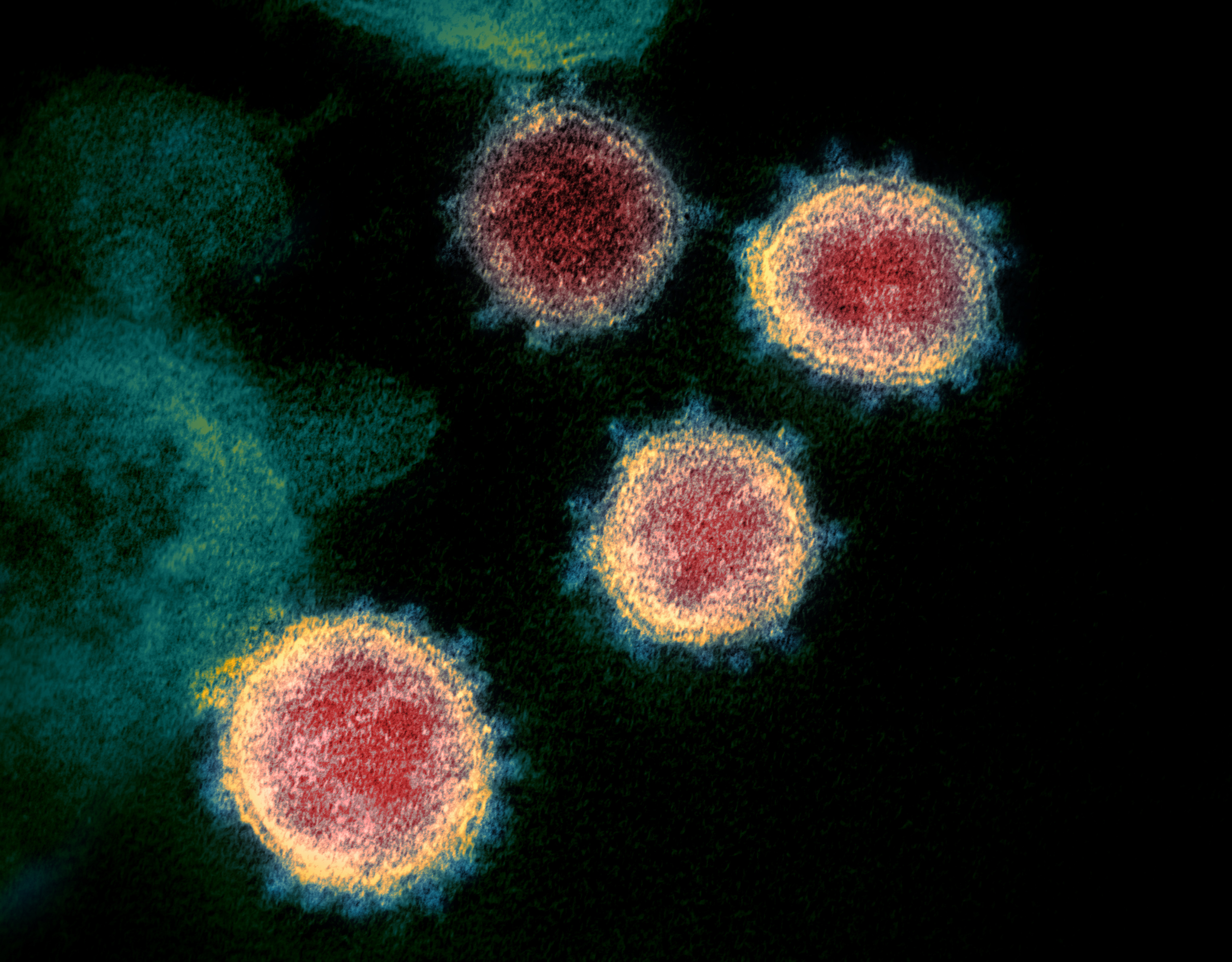
Imagen del SARS-CoV-2 captada a través de un microscopio electrónico de transmisión del Instituto Nacional de Alergias y Enfermedades Infecciosas.

En julio, el alcalde de la provincia de Condorcanqui Héctor Requejo celebró una ceremonia donde se izó el pabellón nacional y la bandera de la provincia a media asta como símbolo de luto a manera de homenaje póstumo tras la muerte de líderes y profesionales awajún y wampis a consecuencia de la COVID-19. Acto seguido, el burgomaestre decretó duelo laborable en su jurisdicción durante el 2 y 3 de dicho mes.

### 2021: Resurgimiento de una segunda ola
Entre el 22 y 23 de abril, Amazonas registró 12 fallecidos en 24 horas, resultando en el día más mortífero desde el comienzo de la segunda oleada. Al terminar abril, la DIRESA informó que el mismo fue el momento más crítico del período pandémico, después de que la región informara 114 muertes por COVID-19 en el transcurso del mes.
El 17 de junio, El GORE en trabajo conjunto con la DIRESA hicieron un «ajuste» en la cifra de muertos conforme a una actualización en los criterios de notificación de defunciones confirmadas por COVID-19 anteriormente revisada en la conferencia semanal de la Presidencia del Consejo de Ministros del 31 de mayo. Desde entonces, la cifra rectificada de fallecidos aumentó en 118 óbitos.

### Principios de 2022: Tercera ola y aumento supersónico de casos
Una tercera ola de contagios a nivel nacional comenzó a finales de 2021, asociada a la llegada de la variante ómicron al país el 19 de diciembre. No fue hasta el 4 de enero de 2022 cuando Hernando Cevallos oficializó el comienzo de un nuevo auge pandémico. Ese mismo día, el laboratorio de Epidemiología Molecular y Genómica del Instituto de Enfermedades Tropicales (IET) de la Universidad Nacional Toribio Rodríguez de Mendoza (UNTRM) de Amazonas en trabajo conjunto con el laboratorio de referencia regional de la DIRESA Amazonas confirmaron la circulación de la cepa en el departamento, siendo identificada en veinticinco pacientes. La Doctora Stella Chenet detalló que la mayoría de enfermos con la variante ómicron fueron registrados con residencia en la provincia de Chachapoyas. Además, otras sesenta y un personas dieron positivo a la variante delta, totalizando un universo de ochenta y seis muestreados en seis provincias de la región para secuenciamiento genómico.

## Respuesta del gobierno

### Toque de queda
| 4 |                           |                       |                           |  |  |  |  | 008 |
| 5 |                           |                       |                           |  |  |  |  | 008 |
| 6 |                           |                       |                           |  |  |  |  | 008 |
| 7 |                           |                       |                           |  |  |  |  | 023 |
| 8 |                           |                       |                           |  |  |  |  | 023 |
| 9 |                           |                       |                           |  |  |  |  | 036 |
| 10 |                           |                       |                           |  |  |  |  | 036 |
| 11 |                           |                       |                           |  |  |  |  | 046 |
| 12 |                           |                       |                           |  |  |  |  | 046 |
| 13 |                           |                       |                           |  |  |  |  | 058 |
| 14 |                           |                       |                           |  |  |  |  | 058 |
| 15 |                           |                       |                           |  |  |  |  | 058 |
| 16 |                           |                       |                           |  |  |  |  | 076 |
| 17 |                           |                       |                           |  |  |  |  | 076 |
| 18 |                           |                       |                           |  |  |  |  | 076 |
| 19 |                           |                       |                           |  |  |  |  | 092 |
| 20 |                           |                       |                           |  |  |  |  | 092 |
| 21 |                           |                       |                           |  |  |  |  | 092 |
| 22 |                           |                       |                           |  |  |  |  | 105 |
| 23 |                           |                       |                           |  |  |  |  | 105 |
| 24 |                           |                       |                           |  |  |  |  | 105 |
| 25 |                           |                       |                           |  |  |  |  | 123 |
| 26 |                           |                       |                           |  |  |  |  | 123 |
| 27 |                           |                       |                           |  |  |  |  | 123 |
| 28 |                           |                       |                           |  |  |  |  | 131 |
| 29 |                           |                       |                           |  |  |  |  | 131 |
| 30 |                           |                       |                           |  |  |  |  | 144 |
| 31 |                           |                       |                           |  |  |  |  | 144 |
| 32 |                           |                       |                           |  |  |  |  | 144 |
| 33 |                           |                       |                           |  |  |  |  | 144 |
| \| Gobierno de Francisco Sagasti: Nivel de alerta: Extremo Gobierno de Pedro Castillo: Nivel de alerta: Extremo \| Nivel de alerta: Muy alto \| Nivel de alerta: Alto \| Nivel de alerta: Moderado \| |                           |                       |                           |  |  |  |  |     |
| Gobierno de Francisco Sagasti: Nivel de alerta: Extremo Gobierno de Pedro Castillo: Nivel de alerta: Extremo                                                                                          | Nivel de alerta: Muy alto | Nivel de alerta: Alto | Nivel de alerta: Moderado |  |  |  |  |     |

| Gobierno de Francisco Sagasti: Nivel de alerta: Extremo Gobierno de Pedro Castillo: Nivel de alerta: Extremo | Nivel de alerta: Muy alto | Nivel de alerta: Alto | Nivel de alerta: Moderado |

## Impacto

### Educación

«Aprendo en casa» es la estrategia educativa a distancia que se emplea en los centros educativos estatales.

2020: Cierre nacional
2021: Reapertura progresiva
2022: Retorno absoluto